# Christophe Castaner
Christophe Castaner (Ollioules, 3 januari 1966) is een Frans politicus. Hij was onder meer burgemeester van Forcalquier (2001-2017), lid van de Nationale Vergadering (2012-2017), regeringswoordvoerder (2017), partijleider van La République en marche ! (2017-2018) en minister van Binnenlandse Zaken in de regering-Philippe II (2018-2020).

## Levensloop
Castaner behaalde zijn licentiaat in de rechten aan de Universiteit van Aix-Marseille. Hij behaalde verder diploma's in internationaal recht en criminologie.
Na een eerste betrekking in Parijs bij de juridische dienst van de Banque nationale de Paris, werd hij actief bij de directie van de lokale besturen, in Avignon en vervolgens in Parijs. In 1995 werd hij kabinetsdirecteur bij Tony Dreyfus, maire van het tiende arrondissement in Parijs.
In 1997 werd hij technisch adviseur bij de minister van Cultuur Catherine Trautmann en in 1998 haar kabinetschef. Van 2000 tot 2002 was hij kabinetschef van Michel Sapin, minister van het Openbaar Ambt en van de Staatshervorming. In 2001 won hij de gemeenteverkiezingen in Forcalquier en werd er burgemeester.
In 2004 werd hij lid van de Regionale raad voor de regio Provence-Alpes-Côte d'Azur (PACA) en werd bevoegd voor ruimtelijke ordening. Hij werd herkozen in 2010 en kreeg toen als bevoegdheden: tewerkstelling, economie, hoger onderwijs en innovatie. In 2008 werd hij herkozen als maire van Forcalquier en bleef actief in de regionale besturen. In 2014 werd hij opnieuw verkozen.
In 2015 was hij socialistisch lijsttrekker voor de regionale verkiezingen Provence-Alpes-Côte d'Azur en behaalde 17 % van de stemmen. Voor de tweede ronde trok hij zich terug, enigszins onder druk van de partijleiding, teneinde een eenheidsfront te kunnen realiseren tegenover het Front national. Les Républicains van Christian Estrosi behaalden 54,8 %.
Castaner is getrouwd en heeft twee kinderen.

### Volksvertegenwoordiger
In juni 2012 werd hij bij de wetgevende verkiezingen verkozen tot socialistisch volksvertegenwoordiger voor de Alpes-de-Haute-Provence.
Hij werd lid van de commissie voor financies en bijzonder verslaggever voor de begrotingen arbeid en tewerkstelling. In 2014 werd hij vicevoorzitter van de Raad voor participatie, winstdeling, het sparen en de medezeggenschap van de loontrekkenden. Deze instantie had de opdracht om hierover onderhandelingen te voeren met de sociale partners.
Hij was verslaggever voor de 'Wet op de economische groei, de activiteit en de gelijkheid van de kansen', de zogenaamde 'Wet Macron'. Hij verbond vervolgens zijn lot aan dat van Emmanuel Macron en werd zijn woordvoerder binnen de campagne voor de presidentsverkiezingen. Hij verliet de Parti socialiste.
Bij de wetgevende verkiezingen van juni 2017 was hij kandidaat in zijn kiesomschrijving voor La République En Marche.

### Staatssecretaris van Betrekkingen met het Parlement
Op 17 mei 2017 werd hij in de regering-Philippe I benoemd tot staatssecretaris voor de relaties met het Parlement en tot woordvoerder van de regering. Op 18 juni werd hij in de kiesomschrijving van Les Hautes Alpes herverkozen tot parlementslid met 61,57 % van de stemmen.

### Leider van La République en marche!
Castaner werd in november 2017 verkozen tot algemeen afgevaardigde van de politieke partij La République en marche !, met als opdracht de beweging te structureren tot politieke partij en de latere verkiezingen voor te bereiden.
Hij bleef tevens staatssecretaris voor de relaties met het Parlement. Hij nam ontslag als hoofd van de République en Marche naar aanleiding van zijn benoeming tot minister van Binnenlandse Zaken.

### Minister van Binnenlandse Zaken
Van 16 oktober 2018 tot 6 juli 2020 was Castaner minister van Binnenlandse Zaken in de regering-Philippe II. Vanaf half november 2018 werd hij geconfronteerd met de wekelijkse manifestaties, soms gewelddadige, vanwege de gilets jaunes, in Parijs, maar ook in Bordeaux, Rennes, Marseille, Lyon en Montpellier.
- Bibliothèque nationale de France: cb16761740v (data)
- Gemeinsame Normdatei: 1173191410
- International Standard Name Identifier: 0000 0004 3431 661X
- Système universitaire de documentation: 200544322
- Virtual International Authority File: 308705554
- WorldCat: E39PBJmy49Fx3KkJwxgmx3Y9Dq